# Claude Charron
Claude Charron (sinh ngày 22 tháng 10 năm 1946 tại L'Île-Bizard, Quebec) là cựu giáo viên CEGEP, chính khách tỉnh, nhà văn và phát thanh viên.
Ông tốt nghiệp trường École de Saint-Raphaël tại L'Île-Bizard và Collège Saint-Laurent. Charron nhận bằng thạc sĩ khoa học chính trị từ Université de Montréal. Ông là phó chủ tịch của Union générale des étudiants du Québec (UGEQ) (Tổng liên hiệp sinh viên Quebec) vào năm 1968 và 1969. Trong năm 1969 và 1970, ông đã giảng dạy tại Cégep Édouard-Montpetit và Cégep du Vieux Montréal.
Trước khi điều hành ở cấp tỉnh, Charron đã tham gia vào nền tảng của Hiệp hội Mouference Souveraineté năm 1967. Ông cũng là một nhà hoạt động chống chiến tranh Việt Nam và bày tỏ sự quan tâm đến chủ nghĩa hiệp đồng.
Năm 1970, Claude Charron tham gia chính trị tỉnh. Ông được bầu vào Quốc hội Quebec với tư cách là ứng cử viên Parti Québécois trong việc tranh cử Saint-Jacques (hiện là một phần của Sainte-Marie–Saint-Jacques) và được tái đắc cử vào năm 1973, 1976 và 1981. Vào thời điểm đầu tiên  bầu cử, Charron trở thành MNA trẻ nhất (Thành viên của Quốc hội (Quebec)) trong lịch sử của tỉnh. Sau cuộc bầu cử đảng của ông lên nắm quyền năm 1976, ông được bổ nhiệm làm Bộ trưởng chịu trách nhiệm về Ủy ban Thanh niên, Giải trí và Thể thao và năm 1979 được bổ nhiệm làm Lãnh đạo Nhà Chính phủ và Bộ trưởng chịu trách nhiệm về các vấn đề của Quốc hội.
Vào tháng 2 năm 1982, Charron đã từ chức vị trí nội các của mình sau khi nhận tội về tội mua sắm áo khoác vải tuýt từ cửa hàng bách hóa Montreal của Eaton's. Charron được tìm thấy bởi một nhân viên bảo vệ mặc áo khoác với thẻ giá vẫn được đính kèm. Sau đó, ông mô tả hành động này là một hình thức tự sát chính trị sau những thất bại của PQ trong cuộc trưng cầu dân ý và hiến pháp năm 1980.
Vào tháng 11 năm đó, ông bị buộc tội lái xe khi say rượu và từ bỏ ghế trong Quốc hội Quebec. Năm sau Charron xuất bản hồi ký bằng tiếng Pháp với tựa đề Désobéir. Trong cuốn sách này, ông đã xác nhận đồng tính luyến ái của mình.
Kể từ khi rời khỏi chính trị, Charron đã làm việc trong đài phát thanh và truyền hình, đáng chú ý là với mạng TVA và Radio-Canada, và đã đóng góp cho tạp chí tin tức L'actualité. Ông hiện là phóng viên của TVA tại Paris nhưng đã làm việc cùng với Pierre Bruneau trong chương trình truyền hình đặc biệt cho cuộc bầu cử Quebec năm 2007.